# Абрахам (Галанта)
Абрахам (слч. Abrahám) насељено је мјесто са административним статусом сеоске општине (слч. obec) у округу Галанта, у Трнавском крају, Словачка Република.

## Становништво
| Година:    | 1994. | 2004.   | 2014.   | 2024.   |
| ---------- | ----- | ------- | ------- | ------- |
| Број људи: | 1140  | 1079    | 1038    | 1112    |
| Разлика:   |       | -5,35 % | -3,79 % | +7,12 % |

| Година:    | 2023. | 2024.   |
| ---------- | ----- | ------- |
| Број људи: | 1125  | 1112    |
| Разлика:   |       | -1,15 % |

Према подацима о броју становника из 2024. године насеље је имало 1112 становника.